# Mark Kinsella
Mark Anthony Kinsella (Dublin, 12 de agosto de 1972) é um ex-futebolista e treinador de futebol irlandês que jogava como volante. Atualmente está sem clube.

## Carreira em clubes
Revelado pelo Home Farm, onde jogou entre 1988 e 1989 ainda na base, Kinsella chegou ao Colchester United aos 17 anos, disputando 258 partidas (6 na quarta divisão, 53 na Conference National, 174 na terceira divisão, 12 na Copa da Inglaterra e outras 12 na Copa da Liga Inglesa) e marcando 35 gols em 7 temporadas antes de se transferir ao Charlton Athletic em setembro de 1996. Pelos Robins, o volante disputou 208 partidas e marcou 20 gols até 2002, quando perdeu espaço no elenco devido a uma lesão e foi vendido ao Aston Villa por 1 milhão de libras, fazendo sua estreia pela equipe de Birmingham frente ao Tottenham Hotspur. Atrapalhado por lesões, atuaria apenas 2 vezes na temporada seguinte, sendo dispensado em 2004 e sendo contratado pelo West Bromwich Albion, tendo marcado um gol na vitória por 3 a 0 sobre o Coventry City em março do mesmo ano.
Em julho, foi para o Walsall, assinando por 2 temporadas. Novamente prejudicado por lesões, Kinsella chegou a ser jogador e técnico dos Saddlers após a demissão de Kevan Broadhurst em abril de 2006, comandando o time em 2 jogos (uma vitória e uma derrota). Encerrou a carreira pela primeira vez após o jogo contra o Swindon Town, em dezembro de 2006, tendo marcado 2 gols, contra Merthyr Tydfil (Copa da Inglaterra) e Wycombe Wanderers (League Two), chegando a retornar aos gramados em 2008 pelo Lewes, atuando em 1 partida antes da aposentadoria definitiva.

## Carreira internacional
Tendo jogado pelas seleções de base da República da Irlanda entre 1991 e 1994, o volante fez sua estreia em março de 1998, num amistoso contra a República Checa, além de ter sido capitão da equipe no jogo com a Finlândia, em novembro de 2000.
Durante as eliminatórias para a Copa de 2002, Kinsella fez uma sólida parceria no meio-campo com Roy Keane, excluído da seleção durante a fase de preperação nas Ilhas Marianas Setentrionais. Na competição sediada por Japão e Coreia do Sul, Matt Holland foi companheiro de posição do volante, que atuou nas 4 partidas da Irlanda na Copa.
A última das 48 partidas de Kinsella pela seleção foi um amistoso contra a Jamaica, em junho de 2004.

## Carreira de técnico
Após deixar os gramados, foi escolhido como novo diretor das categorias de base do Charlton, paralelamente exercendo a função de técnico do time Sub-21, desempenhando-a até 2008.
Ficou 3 anos longe do futebol até ser escolhido como novo treinador do Daventry Town, equipe da divisão 1 Central da Southern Football League (sétima e oitava divisões do futebol inglês). Em 2012, voltou ao Colchester United para trabalhar como auxiliar-técnico, permanecendo até setembro de 2014
Seus últimos trabalhos foram no Drogheda United, clube da primeira divisão irlandesa, inicialmente como auxiliar-técnico - foi promovido como treinador após a saída de Johnny McDonnell após uma derrota por 4 a 1 para o Limerick. Em novembro de 2015, Kinsella foi "rebaixado" para assistente depois da contratação de Pete Mahon para o comando técnico dos Drogs.

## Vida pessoal
É pai do também futebolista Liam Kinsella (nascido na Inglaterra e que defendeu as seleções de base da Irlanda) e da ginasta Alice Kinsella, medalhista de bronze nos Jogos Olímpicos de 2020.

## Títulos
Colchester United
- Conference National: 1991–92
- FA Trophy: 1991–92

Charlton Athletic
- Football League First Division: 1999–2000

### Individuais
- Futebolista Irlandês do Ano: 2000[16]
- Time do Ano da Associação de Futebolistas Profissionais: 1995–96 (Football League Third Division), 1999–2000 (Football League First Division)
- Jogador do Ano do Colchester United: 1993–94, 1995–96
- Jogador do Ano do Charlton Athletic: 1997–98, 1998–99